# Enrico Malintoppi
Enrico Malintoppi (Falerone, 21 settembre 1893 – 22 ottobre 1981) è stato un avvocato e politico italiano.

## Biografia
Di professione avvocato, venne eletto il 18 aprile 1948 al Senato della Repubblica nella I legislatura della Repubblica Italiana per il Partito Repubblicano Italiano. Durante la Legislatura è stato per tre volte sottosegretario di Stato alla Difesa nei governi De Gasperi V, De Gasperi VI e De Gasperi VII, essendo ministro Randolfo Pacciardi, del suo stesso partito.